# Dylan Sunderland
Dylan Sunderland (Inverell, 26 febbraio 1996) è un ciclista su strada australiano, professionista dal 2018, che corre per il St George Continental Cycling Team.

## Palmarès
- 2015 (Lidcome Auburn CC)

4ª tappa Tour of Tasmania (Lilydale > Grindelwald)
- 2017 (NSW Institute of Sport)

6ª tappa Nature Valley Grand Prix
- 2018 (Bennelong-SwissWellness, tre vittorie)

1ª tappa Tour of Tasmania (George Town > Grindelwald)
Classifica generale Tour of Tasmania
3ª tappa Tour of Bright (? > Mount Hotham)
- 2019 (Team BridgeLane, due vittorie)

3ª tappa Tour of Tasmania (Ulverstone > Riana)
Classifica generale Tour of Tasmania
- 2023 (St. George Continental Cycling Team, una vittoria)

2ª tappa Tour of Thailand (Kanchanaburi > Phra Nakhon Sri Ayutthaya)

### Altri successi
- 2018 (Bennelong-SwissWellness)

Classifica giovani Herald Sun Tour

## Piazzamenti

### Grandi Giri
- Giro d'Italia

2020: 114º
- Vuelta a España

2021: 104º

### Classiche monumento
- Giro di Lombardia

2021: ritirato